# Towarzystwo Ogrodnicze Warszawskie
Towarzystwo Ogrodnicze Warszawskie – organizacja założona w 1884 roku w Warszawie w celu upowszechniania wiedzy na temat ogrodnictwa.

## Opis
Organizacja zrzeszała zarówno naukowców, jak i praktyków. Organizowała m.in. kursy i wystawy ogrodnicze, a także zjazdy i wycieczki. Wydawała również czasopisma: „Ogrodnik Polski” (1898−1924), następnie pt. „Ogrodnik”, oraz (od 1934 roku) „Rocznik Nauk Ogrodniczych”. Pierwszym prezesem towarzystwa był w latach 1884–1994 Jerzy Aleksandrowicz.
Siedzibą towarzystwa był pałacyk Bacciarellego przy ul. Bagatela 5. Było ono także właścicielem stacji doświadczalnej w Morach.
W czasie okupacji niemieckiej towarzystwo zawiesiło działalność, a po zakończeniu II wojny światowej jego zdania przejęły spółdzielnie ogrodnicze zrzeszone w Centrali Spółdzielni Ogrodniczych w Warszawie.